# Orexin

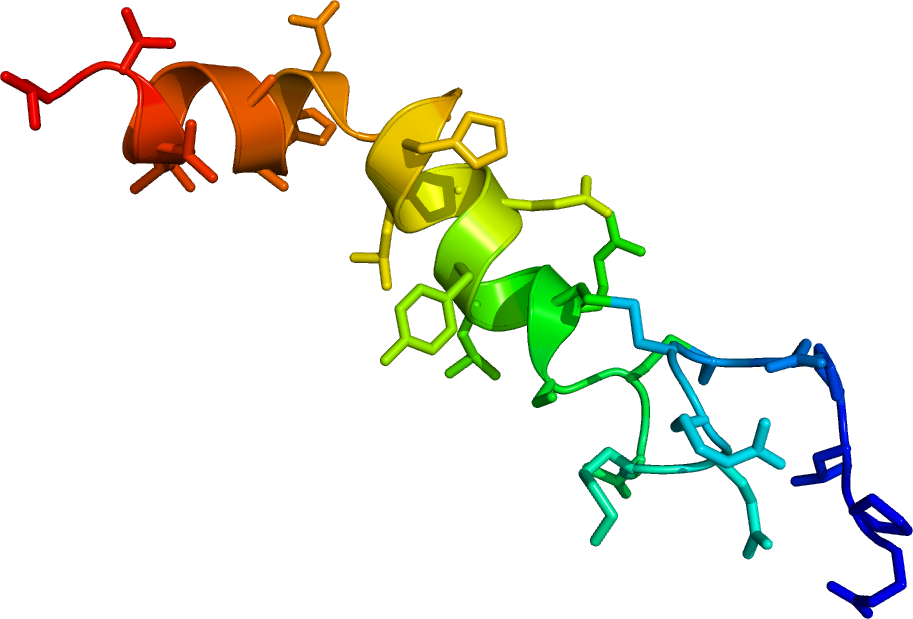
Orexin A

Orexin eller hypokretin är samlingsnamnet på två peptidhormoner som finns i nervceller. Neuropeptiderna stimulerar aptiten samt reglerar näringsbalansen och vakenheten.
Orexin upptäcktes 1998. Det förekommer i två varianter, Hcrt-1/orexin A och Hcrt-2/orexin B, och verkar i monaminerga och kolinerga celler i hypotalamus via orexinreceptorer av vilka ett par varianter upptäckts hittills. Orexinet bildas av preprohypokretin, en prekursor med 131 aminosyror, som endast finns i några tusen nervceller i hypotalamus. Orexin A består av 33 aminosyror, och orexin B av 28 aminosyror.
I hypotalamus reglerar orexin aptiten, vilket var den första upptäckten av dess funktion. Efter en natts sömn är glukosvärdena låga, och då är orexinnivåerna höga vilket ger hunger och vakenhet. Efter en måltid är glukosnivåerna höga och därför sjunker orexinnivåerna, vilket ger mättnad och trötthet. Orexin reglerar också sömnen, och brist på orexin korrelerar med narkolepsi. Orexin A påverkar troligen lustupplevelserna av mat och droger, och påverkar möjligen också benägenheten att dricka alkohol och stressreglering.
Orexin reagerar på signaler från limbiska systemet och arkuatuskärnan i hypotalamus. Det korrelerar negativt med leptin och glukos, positivt med ghrelin, samt på dopamin i ventrala tegmentområdet. Orexin stimulerar noradrenalinet i Locus coeruleus, serotonin och acetylkolin, samt påverkar aktiviteten på GABA och glutamat.
Djurförsök har visat att hyperöstrogenism hos honor sänker mängden orexin A i hjärnan, och att mängden påverkas av fertilitetscykeln. Hos honor såväl som hanar stimulerar orexin A utsöndringen av gonadotropinfrisättande hormon (LHRH), dock är effekten högre hos honor.